# Una-Una
Una-Una, en indonésien Pulau Una-Una, est une île d'Indonésie située au milieu du golfe de Tomini, dans les îles Togian.

## Géographie
Una-Una est une petite île volcanique formée par le Colo, le volcan qui se trouve en son centre. Sa végétation tropicale luxuriante est presque entièrement formée de plantations de cocotiers.

## Histoire
Entièrement dévastée par des nuées ardentes au cours d'une éruption du Colo du 18 juillet à décembre 1983, ses habitants intégralement évacués sont partiellement revenus et forment une communauté de 200 personnes.